# Javier Orozco Gómez
Javier Orozco Gómez, Político y Abogado Mexicano nacido en la Ciudad de México. Es senador suplente por el Partido Verde Ecologista de México en la LX Legislatura del Congreso de la Unión de México.
También ha sido diputado federal en la LIX Legislatura del Congreso de la Unión de México. Ha sido abogado general de Televisa, empresa de Televisión Mexicana, se le acusa de haber sido el mayor impulsor de la llamada Ley Televisa, la cual favorecería a la misma televisora, además de ser postulado en la suplencia de la senadora Irma Ortega Fajardo
En la LIX Legislatura del Congreso de la Unión de México, fue presidente de la Comisión de Radio, Televisión y Cinematografía donde se le acusó de apoyar la Ley Televisa.
Fue profesor de Derecho Electoral en la Escuela de Derecho de la Universidad Latinoamericana en 2003, y Prosecretario del Consejo Directivo de la Cámara Nacional de la Industria de Radio y Televisión en 2002.
Ha sido Consultor Privado en materia de derecho corporativo, radiodifusión, telecomunicaciones y electoral, profesor de Metodología Jurídica y Derecho Electoral en la División de Estudios Profesionales del Colegio Universitario México, y profesor por Oposición de Teoría Política en la Facultad de Derecho de la Universidad Nacional Autónoma de México.
- Datos: Q5928068